# 耳機放大器
耳机放大器（英語：Headphone Amplifier) 简称耳放，是放大器的一種，是一種專門設計來驅動耳機的声频放大器。耳机放大器一般會在電子設備、音樂播放器及電視中以積體電路的形式出現，不過也有獨立的耳机放大器。

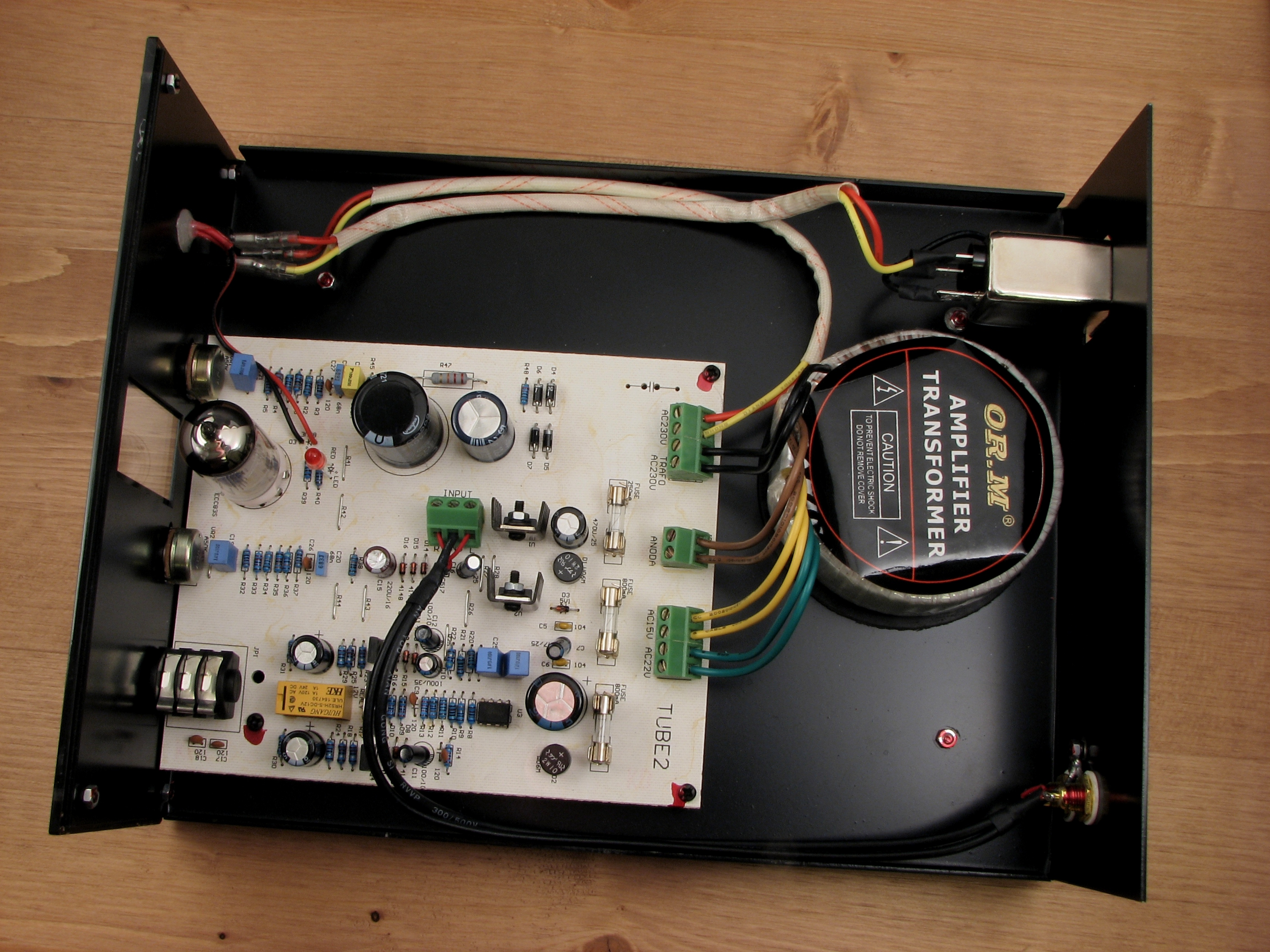

1. ↑  .   [22 November 2014]. （原始内容存档于2021-02-13）.